# Uranothauma auratus
Uranothauma auratus är en fjärilsart som beskrevs av Butler 1880. Uranothauma auratus ingår i släktet Uranothauma och familjen juvelvingar. Inga underarter finns listade i Catalogue of Life.